# Pact cu Diavolul

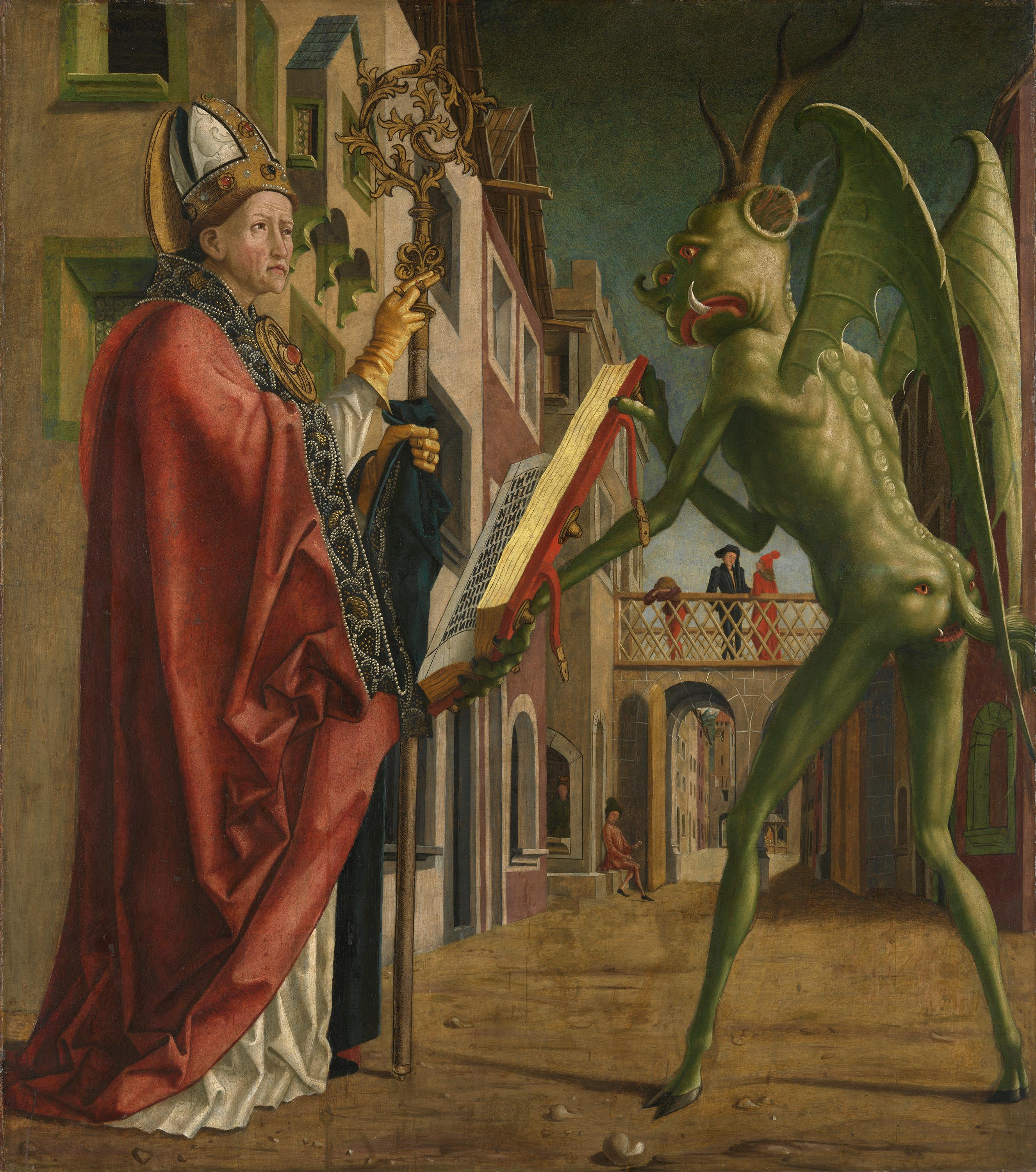
Sfântul Augustin și Diavolul ispitindu-l cu Cartea Viciilor — conform altor surse Sf. Wolfgang și Diavolul (ispitindu-l cu litera Bibliei)

Un pact cu diavolul este un motiv cultural, cel mai bine exemplificat de legenda lui Faust și personajul Mefistofel. Acest pact este un motiv comun în multe basme populare creștine. Conform  tradițiilor creștine despre vrăjitorie, pactul are loc între o persoană și Satana sau un demon mai mic. Persoana oferă sufletul său în schimbul unor favoruri diabolice. Aceste favoruri variază în funcție de poveste, dar tind să includă tinerețea, cunoștințe, bogăție, faimă sau putere. Afacerea este considerată a fi una periculoasă, deoarece pierderea sufletului valorează mai mult decât ceea ce persoana umană primește în schimb. Povestea poate avea un scop moralizator, cu eterna damnare pentru persoana temerară care îndrăznește să facă un pact cu diavolul.